# EAR
Enterprise Archive (ear) — формат файлов, используемый Java EE для упаковки одного или более модулей в одном архиве, чтобы развёртывание различных модулей на сервере приложений происходило одновременно и согласованно. Он также содержит XML-файлы, так называемые дескрипторы развёртывания, которые описывают, как развернуть модули. 
Для автоматического создания EAR-файлов могут быть использованы утилиты автоматической сборки проектов, такие как Maven или Apache Ant.

## Структура файла
EAR-файл представляет собой стандартный файл JAR (который в свою очередь является zip-архивом) c расширением .ear. Внутри находятся один или более модулей приложения и каталог метаданных META-INF, который содержит один или более дескрипторов развёртывания.

## Модули
Различные артефакты могут быть встроены в файлы EAR. Артефакты, которые могут быть развёрнуты на сервере приложений: 
- Модуль веб, который имеет расширение .war. Это развёртываемый модуль, который состоит из одного или нескольких веб-компонентов, других ресурсов и дескриптора развёртывания. Веб-модуль содержит иерархию каталогов и файлов в стандартном формате для веб-приложений.
- POJO Java-классы могут быть в .JAR-файлах.
- Enterprise JavaBeans модули с расширением .jar, содержащие дескрипторы в своем собственном каталоге META-INF.
- Адаптер ресурсов модуля, который имеет .RAR-расширение.

## Изоляция классов
Большинство серверов приложений загружает EAR как изолированное дерево загрузчиков классов java, изолируя между собой приложения, но разрешая совместное использование для загруженных модулей. Это также дает возможность использования различных версий приложений и библиотек, которые будут развернуты совместно.
С другой стороны, сервер JBoss известен тем, что он не изолирует загруженные компоненты. Веб-приложение в одном EAR может использовать классы других EAR- и WAR-файлов. С версии JBoss 4.0.2 можно использовать также стандартный загрузчик классов.

## Каталог META-INF
Каталог META-INF содержит как минимум один дескриптор – application.xml, известный как дескриптор развёртывания (Java EE Deployment Descriptor). Он содержит следующие сущности:
- <icon>, объявляет расположение изображений, который представляют приложение.
- <display-name>, идентифицирует имя приложения
- <description> описание приложения
- <module> отдельный элемент для каждого из модулей в архиве
- Один или более элемент <security-role>, обозначающий глобальные роли безопасности для приложения.

Каждый элемент <module> содержит элемент <ejb>, <web> или <java>, который описывает индивидуальный модуль внутри приложения. Web-модуль также предоставляет context-root, который идентифицирует модуль по его URL.
Следом за Java EE дескриптором может находиться один или более дескрипторов времени выполнения (англ. runtime deployment descriptor). Они используются для конфигурации специфичных для приложения Java EE параметров.

## Ресурсы
- http://java.sun.com/j2ee/1.4/docs/glossary.html
- http://java.sun.com/javaee/5/docs/tutorial/doc/bnaby.html#indexterm-47
- Servlet tutorial